# 185554 Bikushev
185554 Bikushev este un asteroid din centura principală de asteroizi.

## Descriere
185554 Bikushev este un asteroid din centura principală de asteroizi. A fost descoperit pe 7 ianuarie 2008 la Observatorul Lulin de Ye Quan-Zhi. Asteroidul prezintă o orbită caracterizată de o semiaxă mare de 2,97 ua, o excentricitate de 0,04 și o înclinație de 9,5° în raport cu ecliptica.